# تشيكينج
تشيكينج (بالإنجليزية:  ChicKing)‏ هي سلسلة مطاعم للوجبات السريعة هندية عربية مقرها في دبي بالإمارات العربية المتحدة أسسها ابن منصور في عام 2000 في دبي بالإمارات العربية المتحدة. تختص السليلة بعمل وجبات الدجاج المقلي.

## روابط خارجية
- الموقع الرسمي